# الکسی گریشین
الکسی گریشین (بلاروسی: Аляксей Генадзьевіч Грышын؛ زادهٔ ۱۸ ژوئن ۱۹۷۹) اسکی‌باز اسکی نمایشی اهل بلاروس است. وی بین سال‌های ۱۹۹۵ تا ۲۰۱۴ میلادی فعالیت می‌کرد.
وی در مسابقات کشوری و بین‌المللی در مجموع برندهٔ ۲ مدال طلا، ۱ مدال نقره، ۲ مدال برنز شده‌است.